# Dendrobium pentanema
Dendrobium pentanema är en orkidéart som beskrevs av Rudolf Schlechter. Dendrobium pentanema ingår i släktet Dendrobium, och familjen orkidéer. Inga underarter finns listade i Catalogue of Life.